# Великий Сабськ
Великий Сабськ (рос. Большой Сабск) — присілок у Волосовському районі Ленінградської області Російської Федерації.
Населення становить 1511 осіб. Належить до муніципального утворення Сабське сільське поселення.

## Історія
Від 1 серпня 1927 року належить до Ленінградської області.

## Населення
| 1838  | 1862  | 1885 | 1990  | 1997  | 2007  | 2010  |
| ----- | ----- | ---- | ----- | ----- | ----- | ----- |
| 72    | ↗271  | ↗282 | ↗1251 | ↗1368 | ↘1313 | ↗1400 |
| 2014  | 2017  |      |       |       |       |       |
| ↗1411 | ↗1511 |      |       |       |       |       |